# Plainville (Massachusetts)
Plainville – miasto w Stanach Zjednoczonych, w stanie Massachusetts, w hrabstwie Norfolk.